# Oxelösunds Segelsällskap
Oxelösunds Segelsällskap, förkortat OXSS, är ett segelsällskap från Oxelösund bildat i februari 1962.
OS-silvermedaljören Josefin Olsson har tävlat för OXSS.